# Boende
Boende – miasto w Demokratycznej Republice Konga, stolica prowincji Tshuapa. Położone jest na wschód od miasta Mbandaka, nad rzeką Tshuapa, nad którą znajduje się port rzeczny. Na rzece pływają promy do stolicy kraju Kinszasy przez miasto Mbandaka. W mieście znajduje się także lokalne lotnisko.